# Звёздный путь: Следующее поколение
«Звёздный путь: Следующее поколение» (англ. Star Trek: The Next Generation, TNG, вариант перевода — «Звёздный путь: Новое поколение») — второй телевизионный сериал (не считая Анимационного сериала), действие которого разворачивается во вселенной Звёздного пути.
Съёмки сериала были начаты автором оригинального сериала Звёздного пути Джином Родденберри. После его смерти в 1991 работу над сериалом продолжил Рик Берман.
Премьера пилотного эпизода — «Встреча в дальней точке» (англ. Encounter At Farpoint) состоялась 28 сентября 1987, а 23 мая 1994 года на экраны вышел последний эпизод сериала — «Все блага мира…» (англ. All Good Things…).

## Сюжет
| Сезон | Серии | Серии | Даты показа      | Даты показа     |
| Сезон | Серии | Серии | Первая серия     | Последняя серия |
| ----- | ----- | ----- | ---------------- | --------------- |
| 1     | 26    | 26    | 28 сентября 1987 | 16 мая 1988     |
| 2     | 22    | 22    | 21 ноября 1988   | 17 июля 1989    |
| 3     | 26    | 26    | 25 сентября 1989 | 18 июня 1990    |
| 4     | 26    | 26    | 24 сентября 1990 | 17 июня 1991    |
| 5     | 26    | 26    | 23 сентября 1991 | 15 июня 1992    |
| 6     | 26    | 26    | 21 сентября 1992 | 21 июня 1993    |
| 7     | 26    | 26    | 20 сентября 1993 | 23 мая 1994     |

Действие сериала разворачивается в 2364—2370 годах, через сто лет после событий сериала «Звёздный Путь: Оригинальный сериал» и повествует о приключениях нового звездолёта Объединённой федерации планет USS Энтерпрайз (NCC-1701-D) под командованием капитана Жан-Люка Пикара. «Энтерпрайз» — прежде всего, исследовательское судно, но, как и многие корабли Звёздного флота, он имеет на борту вооружение на случай конфликта.
В отличие от «Оригинального сериала», где основной акцент был сделан на контакты с новыми инопланетными расами, большинство серий «Следующего поколения» посвящено отношениям с уже известными. Часть серий образует основную сюжетную линию. Много времени уделено развитию отношений между персонажами. Некоторые серии представляют собой ремейки сюжетов из оригинального сериала.
Ещё одним отличием от «Оригинального сериала» является относительная целостность сюжета и лучшая взаимосвязанность отдельных эпизодов. Так, персонаж «Кью» (англ. Q), впервые появившись в пилотном эпизоде «Встреча в „Далёкой точке“» (англ. Encounter At Farpoint), появлялся далее на протяжении всех сезонов, вплоть до последней серии «Все блага мира…» (англ. All Good Things...), доставляя много беспокойств экипажу «Энтерпрайза». В финальной серии становится понятно, что цель Кью — не доставлять неприятности экипажу, а показать безграничные возможности Вселенной.
Наиболее опасным противником для экипажа звездолёта, да и для всей Федерации, в сериале несомненно являются борг — раса превращённых в киборгов гуманоидов, управляемых коллективным разумом и увеличивающих свою численность за счёт поглощения («ассимиляции») других рас с их знаниями и технологиями. Борг оказались столь удачной идеей, что позднее появились в новом сериале «Звёздный Путь: Вояджер» (англ. Star Trek: Voyager), а также в полнометражных фильмах.
Было показано 178 серий в 7 сезонах, считая два двухсерийных эпизода, указанных как две полнометражные серии.

## Герои и актёры

### Основной состав
| Персонаж       | Актёр           | Должность                                       | Сезоны, в которых участвовали | Раса                                    | Звание                                                                             |
| -------------- | --------------- | ----------------------------------------------- | ----------------------------- | --------------------------------------- | ---------------------------------------------------------------------------------- |
| Жан-Люк Пикар  | Патрик Стюарт   | Капитан корабля Энтерпрайз NCC-1701-D           | 1—7                           | Человек                                 | Капитан                                                                            |
| Уильям Райкер  | Джонатан Фрейкс | Первый офицер                                   | 1—7                           | Человек                                 | Коммандер, Адмирал (в серии «Все блага мира»)                                      |
| Джорди Ла Форж | Левар Бертон    | Навигатор, затем — главный инженер              | 1—7                           | Человек                                 | Младший лейтенант (1 сезон), Лейтенант (2 сезон), Лейтенант-коммандер (3—7 сезоны) |
| Таша Яр        | Дениз Кросби    | Офицер по тактике/Начальник службы безопасности | 1, 3, 7                       | Человек                                 | Лейтенант                                                                          |
| Ворф           | Майкл Дорн      | Офицер по тактике/Начальник службы безопасности | 1—7                           | Клингон                                 | Младший лейтенант (1 сезон), Лейтенант (2—7 сезоны)                                |
| Беверли Крашер | Гейтс Макфадден | Главный врач                                    | 1, 3—7                        | Человек                                 | Коммандер, главный медицинский офицер                                              |
| Диана Трой     | Марина Сиртис   | Советник                                        | 1—7                           | Наполовину человек, наполовину бетазоид | Лейтенант-коммандер (1—7 сезоны), Коммандер (7 сезон)                              |
| Дейта          | Брент Спайнер   | Второй офицер/офицер по науке                   | 1—7                           | Андроид                                 | Лейтенант-коммандер                                                                |
| Уэсли Крашер   | Уил Уитон       | Навигатор                                       | 1—5, 7                        | Человек                                 | Энсин                                                                              |

### Изменения актёрского состава
По ходу сериала в первоначальном составе актёров происходили изменения:
- Во второй половине первого сезона актриса Дениз Кросби (исполнительница роли Таши Яр), изъявила желание прекратить съёмки в сериале. По этой причине в кратчайшие сроки сценарий последующих серий был переписан: Таша Яр погибла, а место начальника службы безопасности и офицера по тактике занял Ворф (первоначально — младший офицер). Впрочем, впоследствии Дениз Кросби всё-таки снялась в роли Таши Яр в двух сериях, связанных с путешествиями во времени: «Вчерашний „Энтерпрайз“» (англ. Yesterday's Enterprise), «Все блага мира…» (англ. All Good Things...), а также в трёх сериях в роли командира Селы.
- Уил Уитон также покинул шоу: согласно сценарию его герой Уэсли Крашер поступил в Академию Звёздного флота. Потом его ещё несколько раз привлекали для съёмок в сериале, пока в седьмом сезоне Уэсли Крашер не бросает Академию и, с помощью Странника, не переходит на новый уровень бытия. Уил Уитон отказался от участия в сериале, объяснив это нежеланием играть второстепенные роли.
- Гейтс Макфадден, исполнявшая роль доктора Беверли Крашер, была уволена по окончании первого сезона. Вместо неё роль корабельного врача заняла актриса Диана Малдур, исполнившая роль доктора Кэтрин Пуласки (актриса в прошлом снималась в эпизодической роли в «Оригинальном сериале»). Впрочем, такая замена вызвала бурное недовольство у поклонников и, после второго сезона, этот персонаж покинул сценарий. Роль корабельного доктора вернулась к Гейтс Макфадден.

### Роли второго плана
| актёр           | Роль                                                 | Сезон, в котором участвовал |
| --------------- | ---------------------------------------------------- | --------------------------- |
| Эрик Менэик     | Странник                                             | 1, 4, 7                     |
| Вард Костелло   | Адмирал Джорджи Куин                                 | 1                           |
| Роберт Шенккан  | Лейтенант-коммандер Декстер Реммик                   | 1                           |
| Колм Мини       | Майлз О’Брайен, Глава транспортерной службы          | 1—6                         |
| Меджел Барретт  | Луаксана Трой — мать Дианы Трой; Голос компьютера    | 1—7                         |
| Джон де Ланси   | Кью                                                  | 1—7                         |
| Диана Малдур    | Коммандер, главный медицинский офицер Кэтрин Пуласки | 2                           |
| Вупи Голдберг   | Гайнэн, эль-аурелианка, бармен                       | 2—6                         |
| Пэтти Ясутаке   | Медсестра Аллиса Огава                               | 3—7                         |
| Андреас Кацулас | Коммандер Томалак                                    | 3, 4, 7                     |
| Тони Тодд       | Кёрн, брат Ворфа                                     | 3—7                         |
| Дуайт Шультц    | Лейтенант Реджинальд Баркли                          | 3—7                         |
| Брайан Бонсэлл  | Александр Роженко, сын Ворфа                         | 4—7                         |
| Розалинд Чао    | Кэйко О’Брайен, Жена Майлза О’Брайена                | 4—6                         |
| Эшли Джадд      | Энсин Робин Лефлер                                   | 5                           |
| Мишель Форбс    | Энсин Ро Ларен                                       | 5—7                         |

## Наследие
С участием героев «Следующего поколения» было снято четыре полнометражных фильма:
- Звёздный путь: Поколения
- Звёздный путь: Первый контакт
- Звёздный путь: Восстание
- Звёздный путь: Возмездие

Многие идеи и моменты сериала были использованы в следующих сериалах эпопеи:
- Звёздный путь: Вояджер
- Звёздный путь: Глубокий космос 9
- Звёздный путь: Энтерпрайз

По мотивам «Следующего поколения» было выпущено множество романов, рассказов и фан-арта.

## Факты
- Патрик Стюарт (капитан Пикар) и Джонатан Фрейкс (коммандер Райкер) были единственными актёрами, снявшимися во всех сериях.
- Почти все компьютеры в «Следующем поколении» (а также в Оригинальном сериале и Вояджере) озвучила актриса Меджел Барретт.
- Джорди Ла Форж слеп от рождения и на протяжении сериала носит специальный прибор, ВИЗОР (англ. VISOR). Визор не только заменяет ему глаза, но и существенно улучшает восприятие по сравнению с восприятием обычного человека. Впоследствии Ла Форж возвращал себе зрение в результате действия исцеляющей аномалии, распространённой на планете «Ба’ку» (англ. Ba’ku), во время событий фильма «Звёздный путь: Восстание».
- Последний сезон «Следующего поколения» был номинирован на премию «Эмми» 1994 года как лучший сериал.